# Carterville (Misuri)
Carterville es una ciudad ubicada en el condado de Jasper en el estado estadounidense de Misuri. En el Censo de 2010 tenía una población de 1891 habitantes y una densidad poblacional de 280,71 personas por km².

## Geografía
Carterville se encuentra ubicada en las coordenadas 37°8′48″N 94°26′20″O / 37.14667, -94.43889. Según la Oficina del Censo de los Estados Unidos, Carterville tiene una superficie total de 6.74 km², de la cual 6.74 km² corresponden a tierra firme y (0%) 0 km² es agua.

## Demografía
Según el censo de 2010, había 1891 personas residiendo en Carterville. La densidad de población era de 280,71 hab./km². De los 1891 habitantes, Carterville estaba compuesto por el 94.24% blancos, el 0.42% eran afroamericanos, el 0.85% eran amerindios, el 0.37% eran asiáticos, el 0% eran isleños del Pacífico, el 2.12% eran de otras razas y el 2.01% pertenecían a dos o más razas. Del total de la población el 3.86% eran hispanos o latinos de cualquier raza.